# Simon the Sorcerer 4: Chaos Happens
Simon the Sorcerer 4: Chaos Happens (також відома як Simon the Sorcerer: Chaos ist das halbe Leben в Німеччині) — відеогра в жанрі пригодницька гра, розроблена Silver Style. Вона була випущена RTL Enterprises в лютому 2007 року для Microsoft Windows.

## Відгуки
Eurogamer визнав, що гра стала кращою за попередню версію, але подекуди залишилася надто спрощеною. На Metacritic вона отримала середню оцінку 50 балів зі 100.
| Видання      | Оцінка |
| ------------ | ------ |
| Game Players | 4/5    |